# 維拉 (密蘇里州)
維拉（英語：Wila）是位於美國密蘇里州新馬德里縣的鬼鎮。

## 歷史
維拉的郵局於1894年設立，其後於1898年停運。

## 地理
維拉所處的海拔為高於海平面85米（即279英呎），而該地所採用的時區為UTC-6，即北美中部時區（CST）。同時該地設有夏令時間，為UTC-6調快一小時，即UTC-5（CDT）。